# Imperatriz
Imperatriz (en español: Emperatriz) es un municipio brasileño del estado de Maranhão. Tenía una población estimada en 2006 de 232.560 habitantes, lo que la convierte en la segunda ciudad en tamaño del estado.
El municipio se extiende por la margen derecha del río Tocantins, en el límite con los estado de Pará y Tocantins, a 637 kilómetros de São Luís, la capital de Maranhão. La propia ciudad de Imperatriz está localizada en la margen del río.
La economía, hasta la década de 1970, se basaba en la extracción de madera, así como en el cultivo de caña de azúcar, arroz, maíz y algodón, como también en la ganadería de bovinos y porcinos. El municipio tiene un importante puerto fluvial, un aeropuerto (con líneas diarias de LATAM y Azul) y una estación ferroviaria.
Es un importante distribuidor de bienes y servicios del oeste del estado de Maranhão, el norte de Tocantins y el sur de Pará. En los últimos años se transformó en un polo universitario, con la implementación de facultades privadas, como Facimp, Unisulma, Fama y Fest, que se sumaron a las ya existentes, UFMA (Universidad Federal de Maranhão) y UEMA (Universidad Estadual de Maranhão).